# Księżycowy Park
Księżycowy Park (ang. Lunar Park) – powieść autorstwa Breta Eastona Ellisa z 2005, w Polsce wydana po raz pierwszy w 2006 przez wydawnictwo Rebis z Poznania.
Powieść jest mistyfikacją własnej biografii autora. Pierwszy rozdział to zapis dotychczasowej kariery literackiej pisarza, nacechowanej stycznością z narkotykami, przypadkowymi kobietami i autodestrukcją. W drugim rozdziale opowiedziana jest rodzinna historia, której autor jest głównym bohaterem, a która jest całkowicie fikcyjna. Zawiera opowieści o duchach, nawiedzających go koszmarach. Dochodzi do wymieszania fikcji z rzeczywistością. Rzeczy realne (rodzina, przyjaciele) stają się fikcją, a opisywane historie – rzeczywistością. Życie autora w tych warunkach rozpada się. Książka zawiera realistyczne opisy amerykańskich przedmieść (podobnie jak Amercian Psycho realiów korporacyjnych) i jest dobrym przykładem literatury grozy.